# Memoriał Alfreda Smoczyka 2017
Memoriał Alfreda Smoczyka 2017 – 67. edycja turnieju, który odbył się 1 października 2017 roku w Lesznie, miał na celu upamiętnienie polskiego żużlowca Alfreda Smoczyka, który zginął tragicznie w 1950 roku. Zawody miały odbyć się 7 kwietnia roku, jednak ze względu na panujące warunki pogodowe, turniej nie został rozegrany. Nowy termin ustalono na dzień 1 października 2017 roku. Turniej wygrał Janusz Kołodziej.

## Wyniki
- Leszno, 1 października 2017
- Sędzia: Wojciech Grodzki[5]
- NCD: Bartosz Smektała – 59,81 w wyścigu 2

| Msc. | Zawodnik            | Klub        | Pkt |             |  |
| ---- | ------------------- | ----------- | --- | ----------- |  |
| 1    | Janusz Kołodziej    | Leszno      | 14  | (3,3,2,3,3) |  |
| 2    | Mikkel Michelsen    | Dania       | 12  | (3,2,1,3,3) |  |
| 3    | Bartosz Smektała    | Leszno      | 11  | (3,0,3,3,2) |  |
| 4    | Tobiasz Musielak    | Rybnik      | 9   | (1,3,3,0,2) |  |
| 5    | Damian Baliński     | Rybnik      | 8   | (2,3,0,2,1) |  |
| 6    | Wadim Tarasienko    | Rosja       | 8   | (1,1,1,2,3) |  |
| 7    | Kacper Woryna       | Rybnik      | 8   | (1,2,3,1,1) |  |
| 8    | Grzegorz Zengota    | Leszno      | 8   | (2,0,2,2,2) |  |
| 9    | Peter Kildemand     | Dania       | 8   | (1,2,2,1,2) |  |
| 10   | Brady Kurtz         | Australia   | 7   | (0,1,0,3,3) |  |
| 11   | Rohan Tungate       | Australia   | 7   | (2,2,3,t,0) |  |
| 12   | Artur Czaja         | Tarnów      | 6   | (0,3,2,1,0) |  |
| 13   | Sebastian Ułamek    | Częstochowa | 5   | (2,1,0,2,0) |  |
| 14   | Dominik Kubera      | Leszno      | 4   | (3,0,1,0,0) |  |
| 15   | Frederik Jakobsen   | Dania       | 3   | (w,0,1,1,1) |  |
| 16   | Marcin Nowak        | Gniezno     | 2   | (0,1,0,0,1) |  |
| 17   | Szymon Szlauderbach | Leszno      | 0   | (0)         |  |

Bieg po biegu
1. [60,43] Michelsen, Zengota, Kildemand, Kurtz
2. [59,81] Smektała, Tungate, Musielak, Czaja
3. [60,31] Kubera, Baliński, Tarasienko, Jakobsen (w)
4. [59,97] Kołodziej, Ułamek, Woryna, Nowak
5. [60,97] Kołodziej, Michelsen, Tarasienko, Smektała
6. [60,07] Czaja, Kildemand, Ułamek, Kubera
7. [60,28] Baliński, Tungate, Nowak, Zengota
8. [61,23] Musielak, Woryna, Kurtz, Jakobsen
9. [61,44] Woryna, Czaja, Michelsen, Baliński
10. [60,91] Smektała, Kildemand, Jakobsen, Nowak
11. [61,22] Musielak, Zengota, Tarasienko, Ułamek
12. [61,38] Tungate, Kołodziej, Kubera, Kurtz
13. [62,35] Michelsen, Ułamek, Jakobsen, Szlauderbach
14. [61,28] Kołodziej, Baliński, Kildemand, Musielak
15. [61,69] Smektała, Zengota, Woryna, Kubera
16. [62,06] Kurtz, Tarasienko, Czaja, Nowak
17. [62,38] Michelsen, Musielak, Nowak, Kubera
18. [62,31] Tarasienko, Kildemand, Woryna, Tungate
19. [61,34] Kołodziej, Zengota, Jakobsen, Czaja
20. [61,34] Kurtz, Smektała, Baliński, Ułamek